# Jazennes
Jazennes är en kommun i departementet Charente-Maritime i regionen Nouvelle-Aquitaine i västra Frankrike. Kommunen ligger  i kantonen Gémozac som ligger i arrondissementet Saintes. År 2022 hade Jazennes 548 invånare.

## Befolkningsutveckling
Antalet invånare i kommunen Jazennes
Referens:INSEE